# Montesa Sprint
La Montesa Sprint fou un prototipus de motocicleta de velocitat desenvolupat entre 1953 i 1957 per Montesa per tal de competir en el pla internacional dins la categoria dels 125cc. Equipada amb un motor de dos temps monocilíndric refrigerat per aire de 124,98 cc, la Sprint fou dissenyada per Francesc Xavier Bultó a partir de la Brío 90, el model de turisme esportiu de la marca. La mà de Bultó, soci fundador de Montesa, es nota plenament en la Sprint, una moto que reflecteix l'esperit que l'empresari volia donar a la seva marca: eminentment esportiva i amb la màxima ambició dins el món de la competició.
Una de les fites esportives més recordades d'aquesta moto s'esdevingué durant el Tourist Trophy de l'Illa de Man de 1956, quan els pilots oficials de Montesa Marcel Cama, Paco González i Enric Sirera hi acabaren en segon, tercer i quart lloc respectivament, tots ells als comandaments de sengles Montesa Sprint.

## Història

### Antecedents: Montesa i la competició
Iniciada la seva activitat el 1945, Montesa va acumular onze campionats d'Espanya durant els seus primers anys d'existència (en les categories de 100, 125, 150 i 250cc). El 1948, l'empresa debutà en competició internacional (era la primera marca catalana a fer-ho) tot presentant un equip de fàbrica, equipat amb diverses unitats del prototipus X-48/49, a la cursa de 125cc del Dutch TT d'Assen. En una cursa amb 32 pilots i 14 marques de motocicletes, Montesa aconseguí la cinquena posició gràcies a Josep Maria Llobet Turuta. La primera victòria internacional de la marca arribà l'any següent amb el triomf de Joan Soler Bultó al VI Premi Internacional de Barcelona, celebrat a Montjuïc.
Gràcies a l'empenta de Francesc Xavier Bultó, un entusiasta de les curses, Montesa anà bastint un potent departament de competició amb pilots com ara Joan Soler Bultó, Turuta, Leopoldo Milà, els germans Arturo Lucas i José Antonio Elizalde o Joan Bertrand. Amb el temps, a més, s'hi anaren incorporant Marcel Cama, John Grace, Paco González i els germans Enric i Jordi Sirera entre d'altres.
El 1951, l'empresa decidí de disputar el Mundial de motociclisme en la categoria de 125cc. Debutà a Montjuïc, seu per primer cop d'un Gran Premi puntuable, amb el resultat d'un cinquè i sisè lloc individuals (Joan Soler i Arturo Elizalde) i el tercer en l'apartat de marques. Dos mesos després viatjà al Tourist Trophy de l'Illa de Man (Manx TT) amb Joan Soler, Josep María Llobet Turuta i el basc Xabier Ortueta, aconseguint-hi Soler el cinquè lloc i Turuta, el sisè (Ortueta es retirà). Montesa assolí així el segon lloc a la classificació de marques i es començà a destacar com a la millor moto de dos temps del campionat, però la manca de recursos li impedí de competir a les tres curses següents (Dutch TT d'Assen, Gran Premi de l'Ulster i Gran Premi de les Nacions a Monza), havent de renunciar també a fer cap altra sortida internacional durant aquell any i els dos següents.
Montesa tornà al mundial el 4 d'octubre de 1953, en ocasió del Gran Premi d'Espanya disputat a Montjuïc (darrera prova de la temporada). La marca hi inscrigué cinc motos a la categoria dels 125cc, aconseguint-hi Marcel Cama el cinquè lloc a només 18 anys.

### 1954, presentació de la Sprint

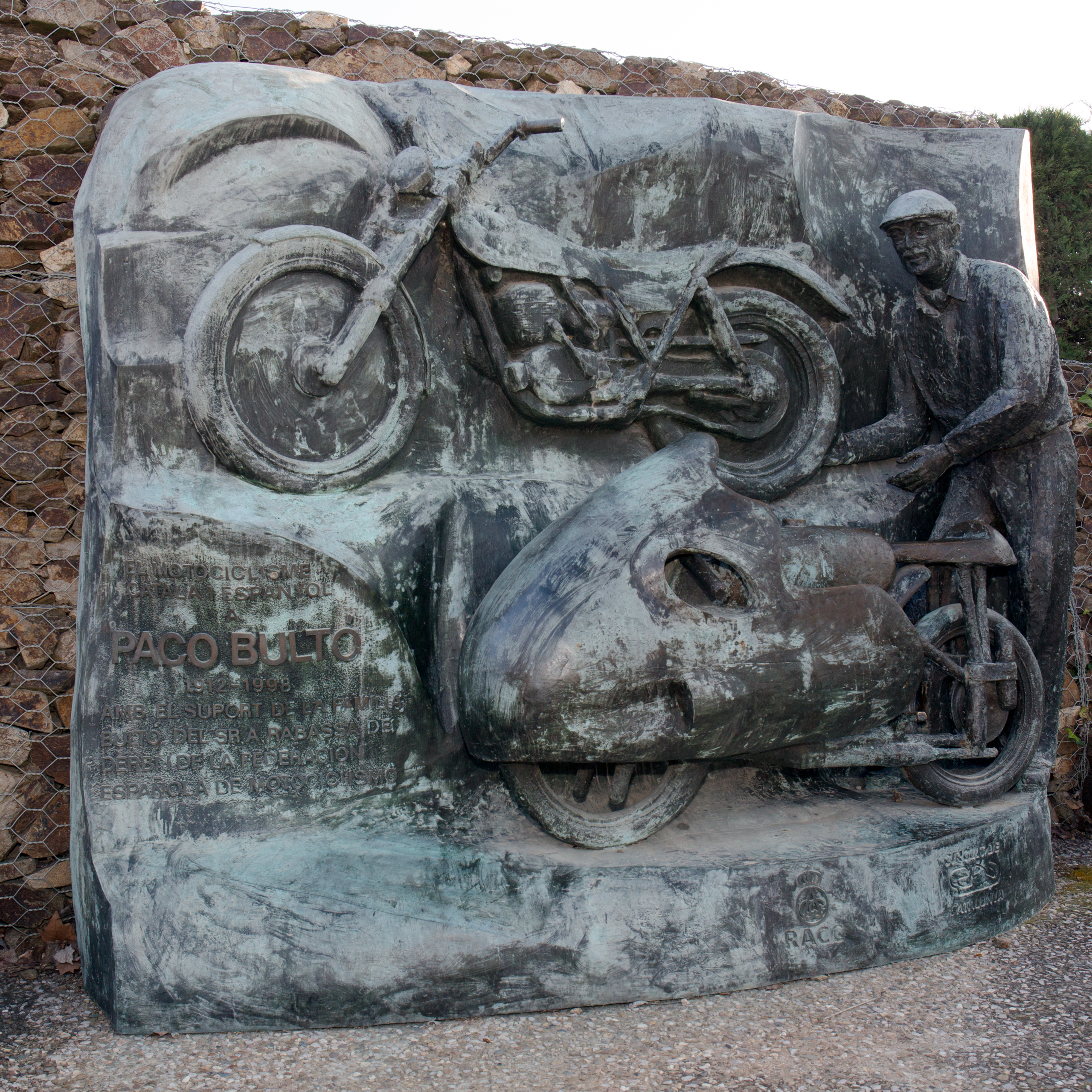
Monument a Paco Bultó al Circuit de Catalunya, amb una Bultaco Sherpa T (a dalt) i una Montesa Sprint (a baix)

La primera aparició pública d'una motocicleta tipus "Sprint" fou al febrer de 1954, en què va participar en dos grans premis internacionals celebrats a São Paulo (Brasil), tot competint contra els pilots i marques més cèlebres del moment. L'èxit obtingut afermà la fama de Montesa arreu del món.
Poc després, l'inici de la temporada de 1954 del mundial representà el retorn oficial de la marca a les competicions internacionals, amb John Grace com a únic pilot. El gibraltareny fou setè al TT de l'Illa de Man i vuitè a l'Ulster. Fou aquell any quan es posà en pista la primera versió de la Sprint 125, una motocicleta que cridava l'atenció per la seva lleugeresa -amb prou feines 55 kg- i velocitat, ja que era capaç de rodar per sobre dels 150 km/h. El final de la temporada de 1954 fou molt reeixit per a la marca: al Gran Premi d'Espanya, darrera cursa de l'any, José Antonio Elizalde fou tercer (el primer podi català en la història del mundial) i Joan Bertrand, quart.
El 1955 arribaren les primeres victòries internacionals a Lió i Tetuan, aconseguint a més Marcel Cama el sisè lloc al Gran Premi d'Espanya. A finals de juliol, però, s'esdevingué la tràgica mort de Joan Bertrand (un dels pilots més prometedors del moment), en una cursa disputada a Gijón, mentre pilotava una Norton en la categoria dels 500cc.

### 1956, èxits al Tourist Trophy
El 1956, Montesa tornà al Tourist Trophy (primera prova del Mundial, celebrada el 8 de juny) amb un potent equip de quatre pilots: Marcel Cama, Paco González, Enric Sirera i John Grace, tots ells equipats amb la nova Sprint 125, amb carenat integral. La preparació de la cursa fou acurada i l'equip viatjà un mes abans a l'illa de Man per a familiaritzar-se amb el circuit. Cal tenir present que, a banda de les 4 Montesa, a aquella cursa s'hi havien inscrit 11 MV Agusta, 2 Mondial, 2 ČZ, 1 LEF, 1 LCH i 1 Fruin.
De cara a la cursa, la Sprint de Marcel Cama va ser lleugerament modificada respecte a les dels seus companys: era una mica més potent i ràpida (Cama va superar la barrera de les 100 mph -més de 160 km/h- de velocitat punta, tota una proesa per a una moto de dos temps), però en canvi, esdevenia més fràgil. Durant la cursa, Carlo Ubbiali i la seva MV Agusta es mostraren inabastables (Ubbiali acabà guanynt amb quasi 5 minuts d'avantatge), però just al darrere hi havia les Montesa: Marcel Cama aconseguí la segona plaça, per davant de Paco González i Enric Sirera (John Grace es va haver de retirar amb l'embragatge espatllat). Amb aquella cursa, Montesa s'havia guanyat el reconeixement de la premsa i els afeccionats de tot Europa.
Pel que fa al trofeu de marques, però, l'empresa el va perdre per un sol punt, ja que Paco González era pilot semioficial i, per tant, no puntuava per a aquesta classificació (els pilots oficials eren Cama, Sirera i Grace). Va passar que Enric Sirera, anant tercer en els darrers trams del recorregut, va sentir un soroll al motor i tement una avaria va decidir d'afluixar i entrar a meta impulsat per la inèrcia, cosa que va permetre Paco González d'avançar-lo, perdent així Montesa el títol de fabricants. Aquest fet va disgustar força Paco Bultó, qui va castigar Sirera en considerar-lo responsable de perdre el títol de marques (al final, la suposada avaria va resultar ser un ancoratge del dipòsit, trencat, que provocava vibracions), tot apartant-lo de l'equip oficial del Mundial.
Al seu retorn a Catalunya, l'equip de Montesa va ser rebut amb grans reconeixements. La presència de la marca al Mundial va continuar a Assen i a Spa-Francorchamps: als Països Baixos no es van aconseguir resultats destacables i a Bèlgica, John Grace fou sisè.

### 1957, la retirada de Montesa

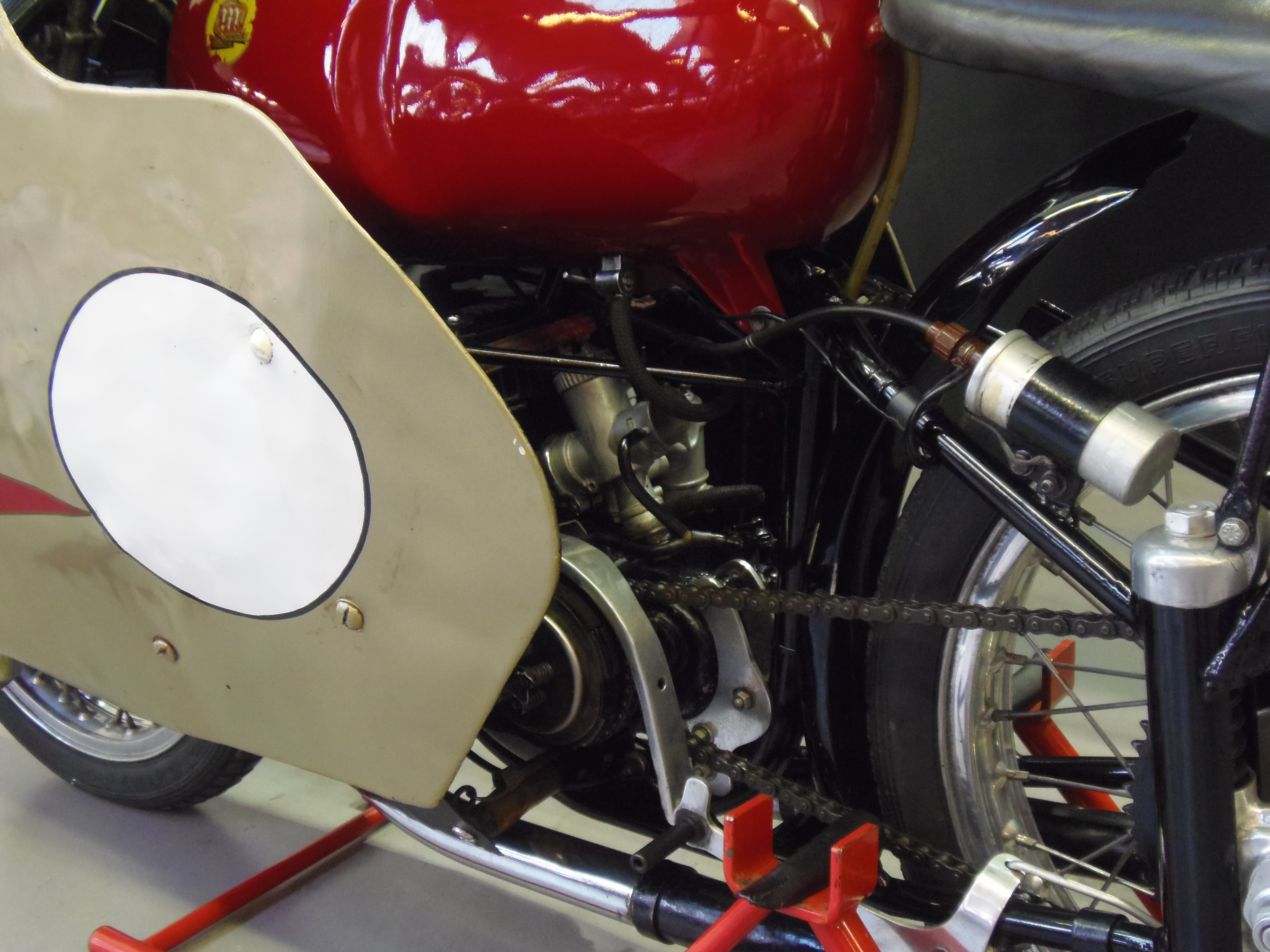
Detall del motor i la transmissió de la Sprint de 1956

El 1957, Montesa entrà en dificultats a causa de la instauració del Pla Nacional d'Estabilització Econòmica per part del règim franquista. Aquesta normativa obligava a reduir les despeses per a incrementar l'estalvi, motiu pel qual Pere Permanyer (fundador i soci majoritari) va decidir de retirar la marca del Mundial, una decisió que Paco Bultó va encaixar mol malament. La situació esclatà a començaments de 1958: quan Permanyer va anunciar la seva intenció de tancar el departament de competició, Paco Bultó no s'ho va pensar dues vegades i va abandonar Montesa seguit d'un grup d'estrets col·laboradors, amb els quals va fundar de seguida una nova empresa, Bultaco.
La sortida de Paco Bultó de Montesa tenia una gran transcendència, ja que els èxits de la marca (tant pel que fa al vessant esportiu com al comercial), eren en bona part obra seva. Mirant de posar-hi remei, Pere Permanyer designà dues noves persones clau: Leopoldo Milà seria cap del departament tècnic i Pere Pi, pilot de proves i responsable del desenvolupament de nous models. La feina de tots dos fructificà uns anys més tard en models tan reeixits com la Impala, la Cappra o la Cota.

## Característiques
L'any de la seva presentació, 1954, la Montesa Sprint fou considerada la motocicleta catalana de competició més ràpida. Disposava d'un sistema de lubrificació tubular a base d'oli de ricí (és a dir, al xassís hi havia un dipòsit d'oli que servia per al seu greixatge). Tant la palanca del canvi de marxes com el pedal d'engegada eren al costat dret de la moto. Pel que fa a la versió de 1956, les seves dimensions eren aquestes: 106 x 50 x 173 cm.
D'altra banda, era una moto molt silenciosa; Maurice Büla, passatger durant anys de Florian Camathias en les competicions de sidecars i participant habitual en algunes curses celebrades aleshores a l'estat espanyol, declarà en una ocasió que, d'aquella època, recordava especialment les Montesa Sprint de Paco González i John Grace: «Eren tan silencioses que no se les sentia arribar».
Una altra característica destacada de la moto era el seu carenat. Apareguda en una època en què les motocicletes de velocitat s'equipaven amb un d'integral (sovint d'alumini o de fibra de vidre), la Sprint representà tot un esdeveniment en el seu moment en ser la primera a dur un carenat de plàstic. Aquell carenat s'adoptà l'estiu de 1954, fruit de les experiències obtingudes en el darrer TT de l'illa de Man, i s'assajà en el Gran Premi d'Espanya (on José Antonio Elizalde i Joan Bertrand aconseguiren el tercer i quart lloc).
El total d'unitats fabricades d'aquest prototipus ha estat quantificat en unes 10.

### Fitxa tècnica
| Montesa Sprint | Montesa Sprint             | Montesa Sprint |
| --- | -------------------------- | -------------- |
| Anys | 1954 - 1957                |                |
| CC | 124,98                     |                |
| Diàmetre x Carrera | 51,5 x 60 mm               |                |
| Compressió | ?                          |                |
| CV | 14 a 10.500 rpm            |                |
| Canvi | 6 velocitats               |                |
| Suspensió davant | Forquilla hidràulica       |                |
| Suspensió darrera | Doble amortidor de fricció |                |
| Pneumàtic davant | ?                          |                |
| Pneumàtic darrera | ?                          |                |
| Frens davant | Tambor                     |                |
| Frens darrera | Tambor                     |                |
| Pes en sec | Aprox. 55 Kg               |                |
| Capacitat dipòsit | ?                          |                |
| \| • Configuració motor \| \| ------------------------------------------------------------------------------------------------------------------------------------------------- \| \| - Tipus: 1 cilindre - Cicle: Dos temps - Refrigeració: Per aire - Carburador: Dell'Orto 28 mm amb tanc separat[d] - Velocitat màxima: 141 km/h[e] \| |                            |                |
| • Configuració motor |                            |                |
| - Tipus: 1 cilindre - Cicle: Dos temps - Refrigeració: Per aire - Carburador: Dell'Orto 28 mm amb tanc separat - Velocitat màxima: 141 km/h |                            |                |

Notes
1. ↑  L'evolució tècnica de la moto fou constant al llarg dels anys i això es reflectí en la potència que lliurava el motor, el qual passà dels poc més de 12 CV a 8.000 rpm el 1954, a 14,8 CV el 1955 i a 17 CV el 1957, tot això amb benzina de 80 octans.[16]
2. ↑  Amb més capacitat d'oli que el sistema convencional.
3. ↑  Regulable per molles.
4. ↑  Mitjançant unes petites claus de pas, s'alimentava el motor amb més o menys oli per tal que no es clavés.
5. ↑  145 km/h segons unes altres fonts.[7]

## Resultats en competició

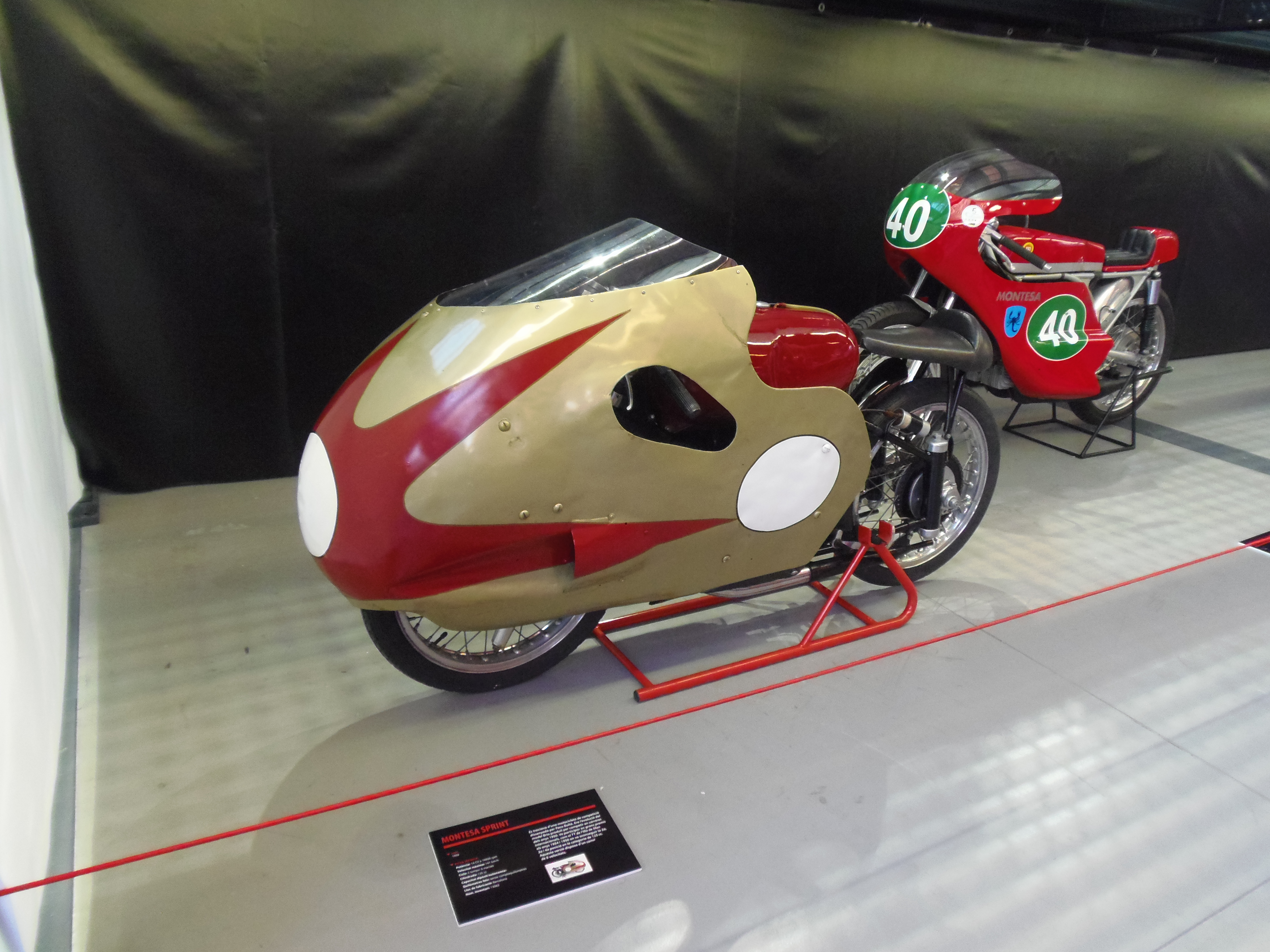
La Sprint 125 de 1956 i, darrere, la 250 Bicilíndrica de 1966

Alguns dels principals èxits internacionals de la Sprint s'aconseguiren al circuit de Montjuïc, amb motiu del Gran Premi d'Espanya: el 1953, Marcel Cama s'hi classificà cinquè (amb el prototipus d'allò que acabaria esdevenint la Sprint), el 1954, José Antonio Elizalde hi fou tercer i Joan Bertrand, quart i el 1955, Cama hi quedà sisè.
El 1955, a més, es varen aconseguir altres resultats brillants: un segon i un tercer lloc en el VI Gran Premi Internacional de Velocitat de Sarre, amb sengles Sprint pilotades per Paco González i Enric Sirera. A més, s'assolí la victòria absoluta en la Pujada a la Rabassada amb José Antonio Elizalde i, més tard, en el Gran Premi Internacional de Lió, on John Grace -amb una versió especial de Sprint apujada als 175 cc- aconseguí una victòria espectacular doblant el segon classificat.
També al Tourist Trophy de l'illa de Man s'hi obtingueren bons resultats: John Grace aconseguí el setè lloc a l'edició de 1954 i el 1956, Montesa situà tres Sprint en els llocs segon, tercer i quart (un fet fou elogiat per la premsa especialitzada internacional).
Finalment, cal dir que Joan Bertrand guanyà el Campionat d'Espanya de 125cc de 1953, amb un dels primeres prototipus de Montesa Sprint.
Resum dels millors resultats per any
La següent taula reflecteix la millor classificació final obtinguda anualment al mundial de 125cc per pilots de la Montesa Sprint, així com el resultat final de Montesa en el campionat de fabricants:
| Any  | 125cc                 | 125cc   | 125cc      |
| Any  | Pilot                 | Posició | Fabricants |
| ---- | --------------------- | ------- | ---------- |
| 1953 | Marcel Cama           | 12è     | 4a         |
| 1954 | José Antonio Elizalde | 10è     | ?          |
| 1955 | Marcel Cama           | 16è     | 5a         |
| 1956 | Marcel Cama           | 6è      | 5a         |